# Banco de la Nación (Perú)
El Banco de la Nación es el banco que representa al Estado Peruano en las transacciones comerciales en el sector público o privado, ya sea a nivel nacional o extranjero. Es una entidad adscrita al Ministerio de Economía y Finanzas.

## Historia

### Antecedentes
En 1905 se creó la Caja de Depósitos y Consignaciones, en el gobierno de José Pardo y Barreda. En marzo de 1927, el gobierno de Augusto Leguía le encargó (mediante Ley N.º 5746) la administración del Estanco del Tabaco y Opio, la recaudación de las rentas del país, los derechos e impuestos del alcohol, los impuestos de defensa nacional y otros. En diciembre de 1927 se le encargó la totalidad de rentas del Perú.
En 1963 se nacionalizó la Caja de Depósitos y Consignaciones y se le asignó las siguientes funciones:
- Recaudar las rentas del Gobierno Central y de las entidades del subsector público independiente y de los Gobiernos Locales cuando así se conviniera con estos.
- Recibir en forma exclusiva y excluyente depósitos de fondos del Gobierno Central y del subsector público, con excepción de los Bancos Estatales y del Banco Central Hipotecario.
- Hacer efectivas las órdenes de pago contra sus propios fondos que expidan las entidades del Sector Público Nacional.
- Recibir en consignación y custodia todos los depósitos administrativos y judiciales.
- Efectuar el servicio de la deuda pública.

### Creación
El banco fue creado por Ley del Congreso de la República en enero del año 1966, autógrafa que fue promulgada por el Gobierno de Fernando Belaúnde Terry (Ley N.º 16000). Se creó con el objetivo de proporcionar a todos los órganos del Sector Público Nacional los servicios bancarios que dichas entidades requieren para el cumplimiento de sus funciones.

### Sede
Su sede original se ubicó en el distrito de Lima. También se utilizó el Complejo Administrativo del Sector Público Pesquero, antigua sede del Ministerio de Pesquería, en el distrito de San Borja.

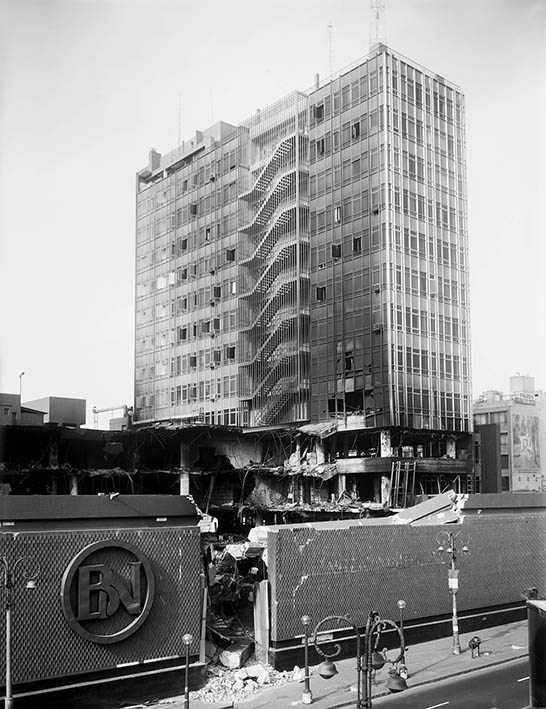
La antigua sede del Banco de la Nación después de la Marcha de los Cuatro Suyos.

Tras el incendio ocurrido durante la Marcha de los Cuatro Suyos en el 2000, en que solo la bóveda permaneció intacta, la sede se trasladó al distrito de San Isidro. Desde 2015 tiene sede en la torre Banco de la Nación en el distrito de San Borja.

### Presidentes
- Percy Buzaglo Terry (1966-1968)
- Jorge Viale Solari (1968-1976)
- José Loayza Amézquita (1976-1977)
- César Iglesias Barrón (1977-1978)
- Álvaro Meneses Díaz (1979-1980)
- Manuel Bustamante Olivares (1980-1983)
- Carlos Delgado Fernández (1984-1985)
- Adán Seminario Esquerra (1985-1988)
- Juan Candela Gómez de la Torre (1988-1989)
- Milton Guerrero Rodríguez (1989)
- José Luis García Pazos (1989-1990)
- Germán Suárez Chávez (1990-1992)
- Carlos Saito Saito (1992-1993)
- Alfredo Jalilie Awapara (1993-)
- Kurt Burneo Farfán (2001-2006)
- Enrique Cornejo Ramírez (2006-2007)
- Humberto Orlando Meneses Arancibia (2007-2011)
- Carlos Díaz Marinos (2011-2015)[5]
- Arturo Villanueva Lama (2015-2016)
- Rodolfo Víctor Manuel Weiss Trelles (2016-2018)[6]
- Luis Alberto Arias Minaya (2018-2020)
- José Carlos Chávez Cuentas (2020-2022)
- Juan Carlos Galfré García (2022-)

## Servicios
Cuentan con varios servicios financieros, incluida operaciones crediticias con tarjeta de hasta 50 mil soles.
Además, ofrece el servicio Cuenta DNI para fomentar la inclusión financiera. Hasta septiembre de 2023 se permitía guardar dinero para Yape y hasta febrero de 2025 para Plim. Posteriormente, empezó a interoperar con Yape y Plin.

## Distribución
El banco se encuentra ubicado en cada una de las provincias peruanas, haciendo un número total de 570 oficinas, de los cuales aproximadamente el 58 % se encuentra ubicadas en los distritos alejados del país donde no llega la banca privada.

## Principales Sedes
- Torre Banco de la Nación.[11][12]
- Oficina principal: Av. Javier Prado Este 2499. San Borja.
- Agencias.[13]